# 2013 ve fotografii

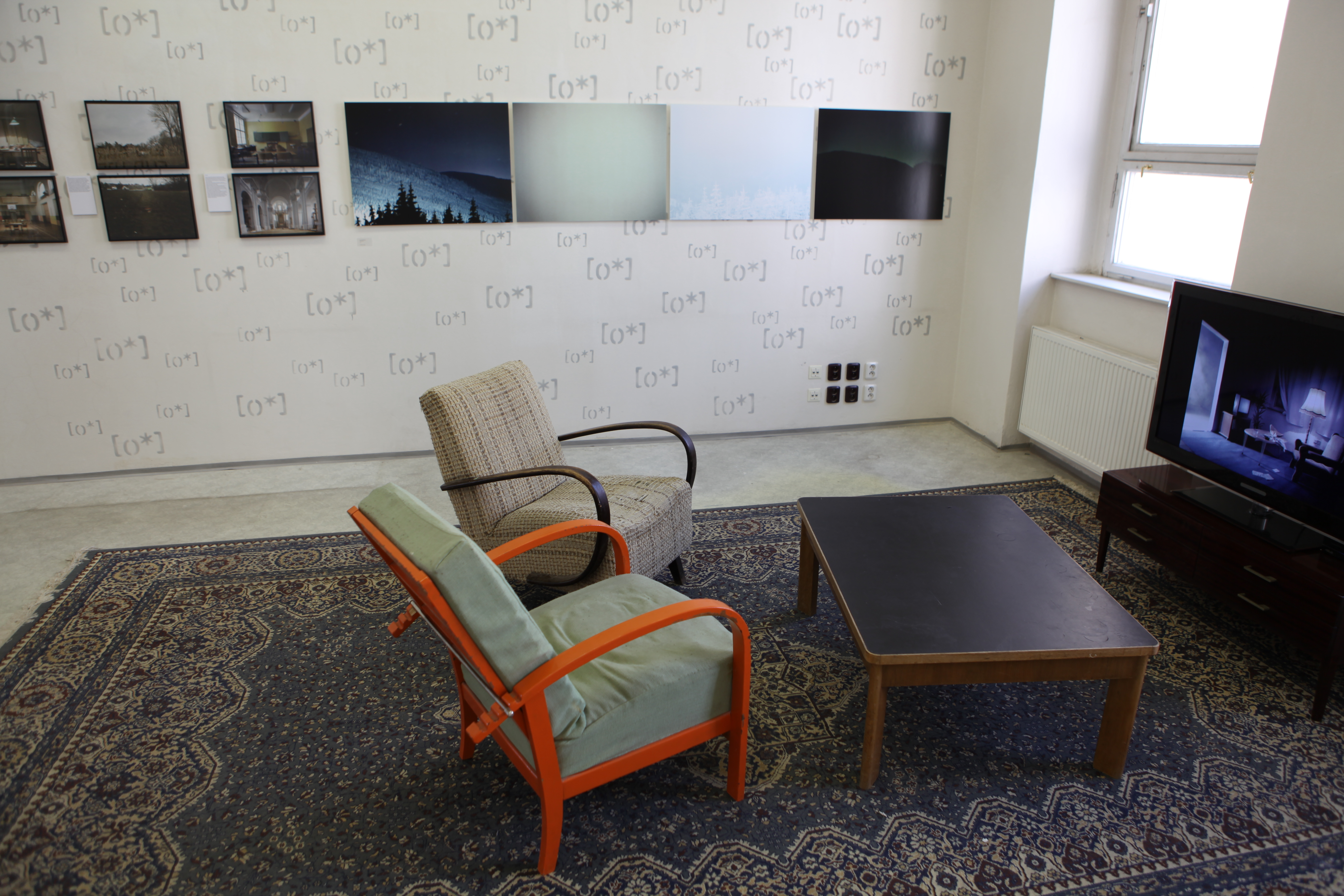
Prague Photo 2013, expozice UJEP

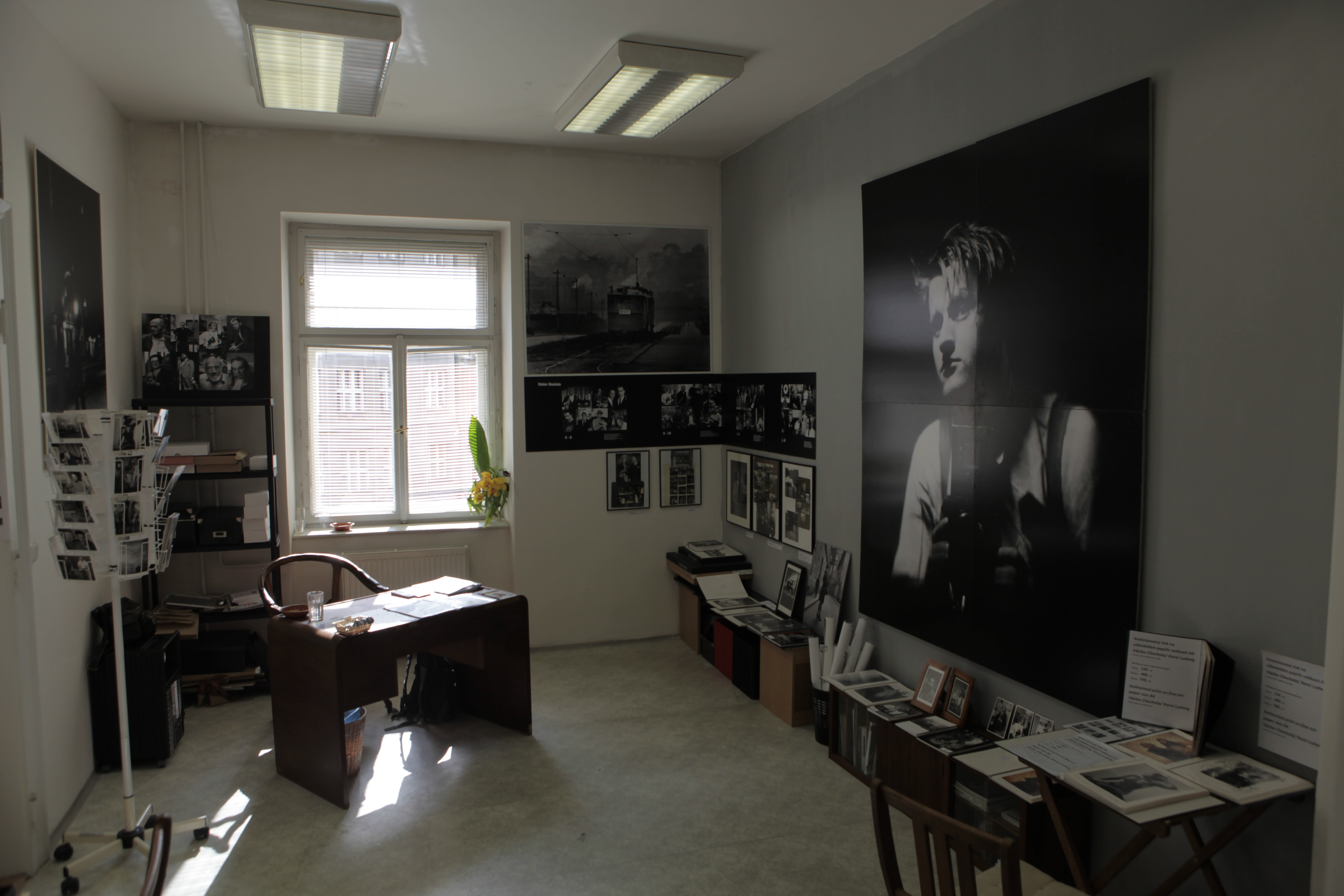
Prague Photo 2013, expozice Archivu B&M Chochola

Tento článek obsahuje významné fotografické události v roce 2013.

## FRAME012
Na závěr fotografické soutěže FRAME012, jedné z nejprestižnějších soutěží svého druhu, které se zúčastňují studenti vysokých škol a mladí profesionálové. Výsledky pak hovoří o stavu fotografie nastávající generace, na jejichž základě je možné formulovat stanoviska jak se o to pokusila slovenská porotkyně Bohunka Koklesová: „Značnou část souborů lze zařadit mezi tzv. inscenované fotografie, mnohdy dotvořené v počítači. Dále fotografie mapující periferie, okraje měst nebo obcí s banálními pohledy, které mohly vzniknout doslova „všude a nikde“. Zatímco inscenované fotografie většinou zaznamenávaly jakési psychologicky působící stavy, které se prostřednictvím „bezprizorního“ jedince či podivného zátiší vyrovnávají se stavem dnešní společnosti, fotografie periferií byly naopak záměrně indiferentní, bez určení identity místa a prostoru. Podle mého názoru se mnohé fotografické soubory jako by „vezly“ na křídlech určitých trendů současné fotografie, nebo lépe nedávné fotografie. Bylo z nich cítit vyčerpanost a zvětralost, i když disponovaly výraznou barevností a spektakulárně působící dramaturgií.
Všeobecným faktem je, že téměř zcela chyběla dokumentární nebo reportážní fotografie. Tato absence je přítomná nejen na vysokých školách, ale i ve výstavních síních. Na školách se skutečně programově dokumentu věnuje jen několik zájemců. Možná to souvisí i s tím, že autorita pravdy v rámci dokumentární fotografie dostala řádně zabrat vstupem digitálních médií na scénu. A proto převládla potřeba ovládnout a mít při inscenování obrazu absolutní kontrolu na tím, co fotografujeme. To, co mne ještě na některých přihlášených pracích zaujalo, je jistý návrat k modernistické fotografické tradici. Většinou šlo o nenápadné projekty, které laborovaly na poli experimentu, abstrakce, obyčejnosti a černobílé barevnosti. Nedokážu ještě přesně pojmenovat, co to znamená, ale myslím si, že jde o polohu v současné fotografii, která bude postupem času sílit. A možná opět poskytne určitý druh stability ve světě postaveném na tekutosti a permanentní proměnlivosti.”

## Události

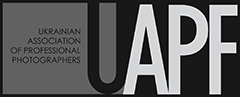
Byla založena Ukrajinská asociace profesionálních fotografů, jejím prezidentem se stal Mstyslav Andrijovyč Černov

- Byla založena Ukrajinská asociace profesionálních fotografů, jejím prezidentem se stal Mstyslav Andrijovyč Černov.

- Funkeho Kolín (říjen–listopad)
- Prague Biennale Photo (červen–září)
- Prague Photo, duben

- Měsíc fotografie, listopad, Bratislava

- Mezinárodní festival fotografie v Lodži, květen
- 111. kongres Fédération photographique de France, 8.–11. května 2013
- 44. Rencontres d'Arles červenec–září
- 17. Festival international de la photo animalière et de nature, Montier-en-Der, každý třetí čtvrtek v listopadu
- Salon de la photo, Paříž, listopad
- Mois de la Photo, Paříž, listopad
- Paris Photo, polovina listopadu 2013
- Visa pour l'image, Perpignan, začátek září 2013

- Nordic Light, Kristiansund

## Ocenění
Stejně jako v jiných letech, byla udělena celá řada fotografických cen a ocenění.
- Czech Press Photo – Michal Kamaryt z ČTK: David Rath obžalovaný z korupce přichází k hlavnímu líčení u Krajského soudu v Praze, srpen 2013. Podle poroty Letošní Fotografie roku symbolizuje neutěšenost obecné nálady v zemi a upozorňuje na rozsah i vážnost korupčních problémů v České republice. Jednoduchá, silně působivá kompozice snímku obsahuje hned několik jemných, ale zároveň silných myšlenkových podnětů.[2]

- World Press Photo – Paul Hansen
- Prix Niépce – Valérie Jouve
- Cena Henriho Cartier-Bressona – Patrick Faigenbaum (Francie), za projekt Kolkata[3]
- Prix Nadar – Kniha: L'Asile des photographies, fotografie: Mathieu Pernot, text: Philippe Artières, vydavatel: Editions Le point du jour[4]
- Prix Arcimboldo – Éric Emo[5]
- Prix de photographie de l'Académie des beaux-arts – Catherine Henriette[6] za projekt Conte d'hiver, conte d'été.
- Prix HSBC pour la photographie – Cerise Doucède[7] a Noémie Goudalová
- Prix Bayeux-Calvados des correspondants de guerre – Fabio Bucciarelli
- Prix Carmignac Gestion du photojournalisme – Newsha Tavakolian, Iran: Blank Pages of an Iranian Photo Album; cyklus měl být vystaven v kapli École nationale supérieure des beaux-arts v Paříži v roce 2014 (laureátka se vzdala své ceny a výstava byla odložena kvůli nesouhlasu Édouarda Carmignaca[8][9]). Výstava se uskutečnila od 13. května do 7. června 2015 v kapli École nationale supérieure des Beaux-Arts.
- Prix Lucas Dolega – Alessio Romenzi (Itálie) za reportáž ze Sýrie
- Prix Canon de la femme photojournaliste – Mary Calvert
- Prix Picto – Tingting Wang
- Prix Tremplin Photo de l'EMI – ?
- Prix Voies Off – Boris Eldagsen –
- Prix Roger-Pic – Bruno Fert za jeho sérii Les Absents

- Cena Oskara Barnacka – Evgenia Arbugaeva, Rusko, za cyklus Tiksi[10]
- Prix Leica Hall of Fame – René Burri
- Cena Ericha Salomona – ?
- Cena za kulturu Německé fotografické společnosti – Maryse Cordesse, Lucien Clergue, Jean-Maurice Rouquette, Michel Tournier
- Cena Hansely Miethové – ? (foto), ? (text)

- Davies Medal – ?
- Sony World Photography Awards[11]

- Cena Ansela Adamse – ?
- Cena W. Eugena Smithe – Robin Hammond[12]
- Pulitzerova cena
  -  Pulitzer Prize for Breaking News Photography – Rodrigo Abd a jeho partneři z The Associated Press, Narciso Contreras, Khalil Hamra, Manu Brabo a Muhammed Muheisen „za jejich působivou dokumentaci občanské války v Sýrii“.
  -  Pulitzer Prize for Feature Photography – Javier Manzano „za jeho mimořádné snímky dvou syrských rebelů napjatě střežící svoji pozici jako paprsky světla proudící přes díry po kulkách v nedaleké kovové stěně; distribuované agenturou Agence France-Presse“.[13]
- Zlatá medaile Roberta Capy – Tyler Hicks[14] za Attack on a Kenyan Mall, The New York Times.
- Cena Inge Morath –
- Infinity Awards
- Cena Higašikawy – Minstrel Kuik Ching Chieh, Rinko Kawauči, Ari Hacuzawa, Takehiko Nakafudži a Minoru Jamada
- Cena za fotografii Ihei Kimury – ?
- Cena Kena Domona – ?
- Cena Nobua Iny – ?
- Cena Džuna Mikiho – ?
- Cena inspirace Džuna Mikiho – ?

- Prix Paul-Émile-Borduas – Marcel Barbeau
- Fotografická cena vévody a vévodkyně z Yorku – ?

- Národní fotografická cena Španělska – ?

- Hasselblad Award – Joan Fontcuberta
- Švédská cena za fotografickou publikaci – ?
- Cena Lennarta Nilssona – ?

- Cena Roswithy Haftmann – Pierre Huyghe[15]
- Prix Pictet – neudělena

- Taylor Wessing Photographic Portrait Price – portrét žokejky Katie Walsh od Spencera Murphyho.

## Významná výročí
- 1863 – Jakub Husník vynalezl způsob dvoutónových fotografií.

### Sté výročí narození
- 12. ledna – Sláva Štochl, český fotograf († 28. prosince 1990)
- 13. ledna – Martin Martinček, slovenský fotograf († 1. května 2004)
- 18. ledna – Svatopluk Sova, český fotograf († 8. srpna 1984)
- 2. března – Zdenko Feyfar, český fotograf († 3. února 2001)
- 21. dubna – Norman Parkinson, anglický módní fotograf († 15. února 1990)
- 19. května – Bert Hardy, britský dokumentární a novinářský fotograf publikující v Picture Post v letech 1941–1957 († 3. července 1995)
- 28. května – Vilém Frendl, český fotograf († 18. prosince 2007)
- 29. května – Adelaide Leavy, průkopnická americká novinářská a sportovní fotografka († 18. března 1999)
- květen – Reva Brooks, kanadská fotografka († 24. ledna 2004)
- 7. července – Rudolf Skopec, český historik fotografie († 16. července 1975)
- 2. srpna – Arthur Siegel, americký fotograf († 1. února 1978)
- 4. srpna – Jan Beran, český fotograf a amatérský filmař († 2003)
- 31. srpna – Helen Levitt, americká fotografka známá jako autorka pouliční fotografie († 29. března 2009)
- 10. září – Wacław Żdżarski, polský novinář, historik, fotograf a filmový kritik, fotografoval Varšavské povstání 1944 († 5. března 1983)
- 22. října – Robert Capa maďarský válečný fotograf, fotožurnalista a spoluzakladatel agentury Magnum Photos († 25. května 1954)
- 9. prosince – Homai Vyarawalla, známá pod pseudonymem „Dalda 13“, byla první indická fotožurnalistka († 15. ledna 2012)
- 9. prosince – Cynthia Chalková, 104, kanadská fotografka († 5. dubna 2018)
- ? – Anya Teixeira, ukrajinsko-britská pouliční fotografka a fotoreportérka († 1992)
- ? – Basil Zarov, kanadský fotograf († 6. května 1998)

### Sté výročí úmrtí
- 27. ledna – Robert Collett, norský zoolog a fotograf (* 2. prosince 1842)
- 17. března – Emma Schenson, švédská fotografka a malířka (* 21. září 1827)
- 26. března – Karl Anderson, norský fotograf narozený ve Švédsku (* 1867)
- 4. dubna – Alexander Henderson, kanadský fotograf skotského původu (* 1831).
- 16. června – Frank S. Matsura, japonský fotograf působící na počátku dvacátého století, který v roce 1901 odcestoval z Japonska do Ameriky (* 1873).[16][17]
- 31. července – Catharine Weed Barnesová, průkopnická americká fotografka (* 10. ledna 1851)
- 21. října – Alexander Bassano, anglický fotograf, přední portrétní a dvorní fotograf v období viktoriánského Londýna (* 10. května 1829).
- ? – Pierre Louis Pierson, francouzský fotograf (* 1822)
- ? – Léon Crémière, francouzský fotograf (* 1831)
- ? – Jani Zengo, albánský fotograf  (* 17. ledna 1832)

## Velké výstavy
Přehled vybraných významných výstav:
- Jaroslav Kučera – Jak jsem potkal lidi, Tereziánské křídlo starého královského paláce, Pražský hrad, 26. 4. 2013 – 18. 8. 2013
- Carlos Relvas – Objekty věčnosti, Galerie Rudolfinum

## Úmrtí v roce 2013

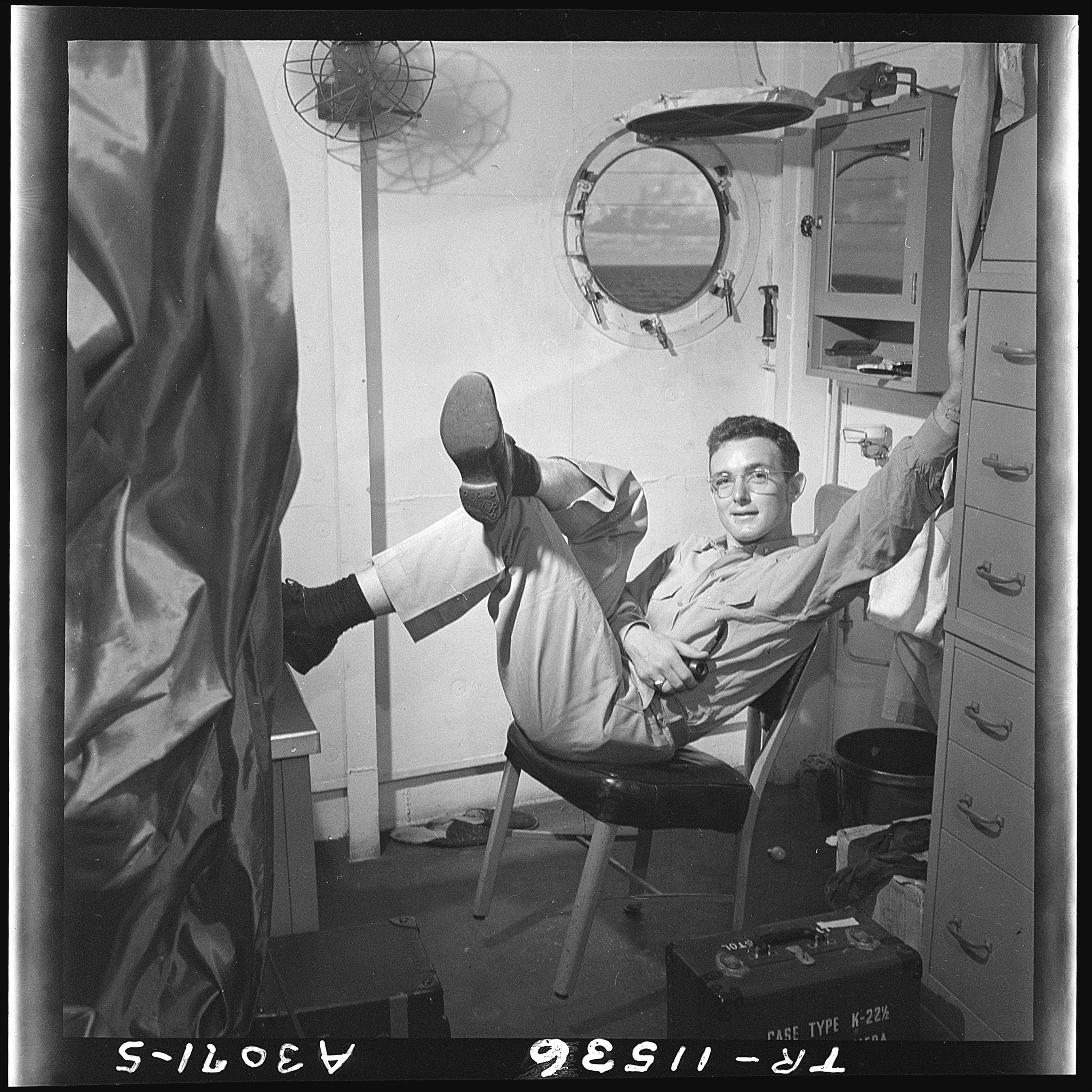
Wayne Miller v roce 2013 zemřel, na snímku relaxuje ve své kajutě na lodi USS Ticonderoga (CV-14), 1944

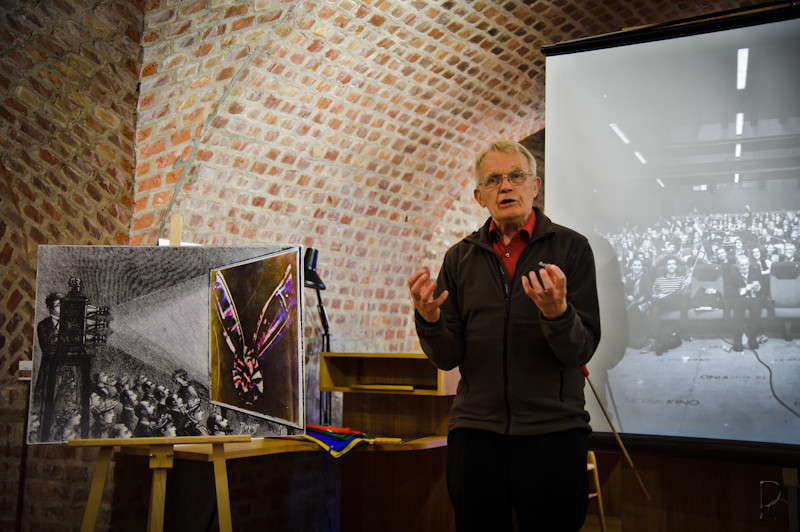
Norský fotograf Leif Preus zemřel 5. května 2013

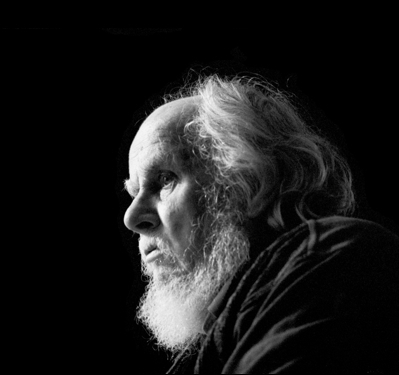
Dne 26. října 2013 zemřel Ron Davies

- 6. ledna – Enrique Meneses, 83, španělský fotograf.[18]
- 14. ledna – Danny Beath, 52, britský fotograf a botanik.[19]
- 15. ledna – Balthazar Korab, 86, americký fotograf architektury narozený v Maďarsku.[20]
- 15. ledna – Colin Jarvie, 50, skotský módní fotograf, který objevil Rachel Weisz.[21]
- 16. ledna – Burhan Doğançay, 83, turecký umělec a fotograf.[22]
- 29. ledna – Miroslav Hucek, 78 let, český fotograf.[23][24][25]
- 3. února – Deng Wei, 73, čínský fotograf.[26]
- 13. února – Gabriele Basilico italský fotograf.[27]
- 20. února – Ozzie Sweet, 94, americký filmový herec a sportovní fotograf.[28]
- 25. února – Willy Rizzo, 84 let, italský fotograf celebrit a designér.[29]
- 3. března – Plamen Goranov, bulharský fotograf, horolezec a bojovník za občanská práva (* 20. října 1976)
- 10. března – Vojtěch Bartek, 70, český fotograf a pedagog.[30]
- 13. března – Joe Schwartz, 99, americký fotograf, přirozená smrt.[31]
- 3. dubna – Amanul Haque, asi 88, bangladéšský fotograf.
- 10. dubna – Hiroši Suga, japonský fotograf (* 1945)
- 14. dubna – Erwin Fieger, německo-český fotograf (* 10. prosince 1928)
- 20. dubna – Juraj Šajmovič, 80, slovenský fotograf pracující ve stylu poezie všedního dne a kameraman (* 27. dubna 1932)[32]
- 22. dubna – Ica Vilander, německá fotografka českého původu (* 20. prosince 1921)
- 5. května – Leif Preus, 85, norský fotograf, zakladatel muzea Preus Museum.[33]
- 13. května – Jagdish Mali, 59, indický módní fotograf, selhání více orgánů.[34]
- 22. května – Wayne F. Miller, 94, americký fotograf.[35]
- 10. června – Hector Oaxaca Acosta, 87, mexický novinářský fotograf (Associated Press).[36]
- 12. června – Helen Brush Jenkins, 94, americká novinářská fotografka (Los Angeles Daily News).[37]
- 25. června – Sarah Charlesworth, americká konceptuální umělkyně a fotografka (* 29. března 1947), mozková příhoda.[38]
- 25. června – Robert E. Gilka, 96, americký fotograf, ředitel fotografického oddělení magazínu National Geographic, komplikace při pneumonii.[39]
- 26. června – Bert Stern, 83, americký fotograf celebrit (Marilyn Monroe, The Last Sitting) a dokumentarista (Jazz on a Summer's Day).[40]
- 2. července – Hilda Claytonová, 22, americká vojenská fotografka, při výbuch minometu během cvičení v Afghánistánu.[41]

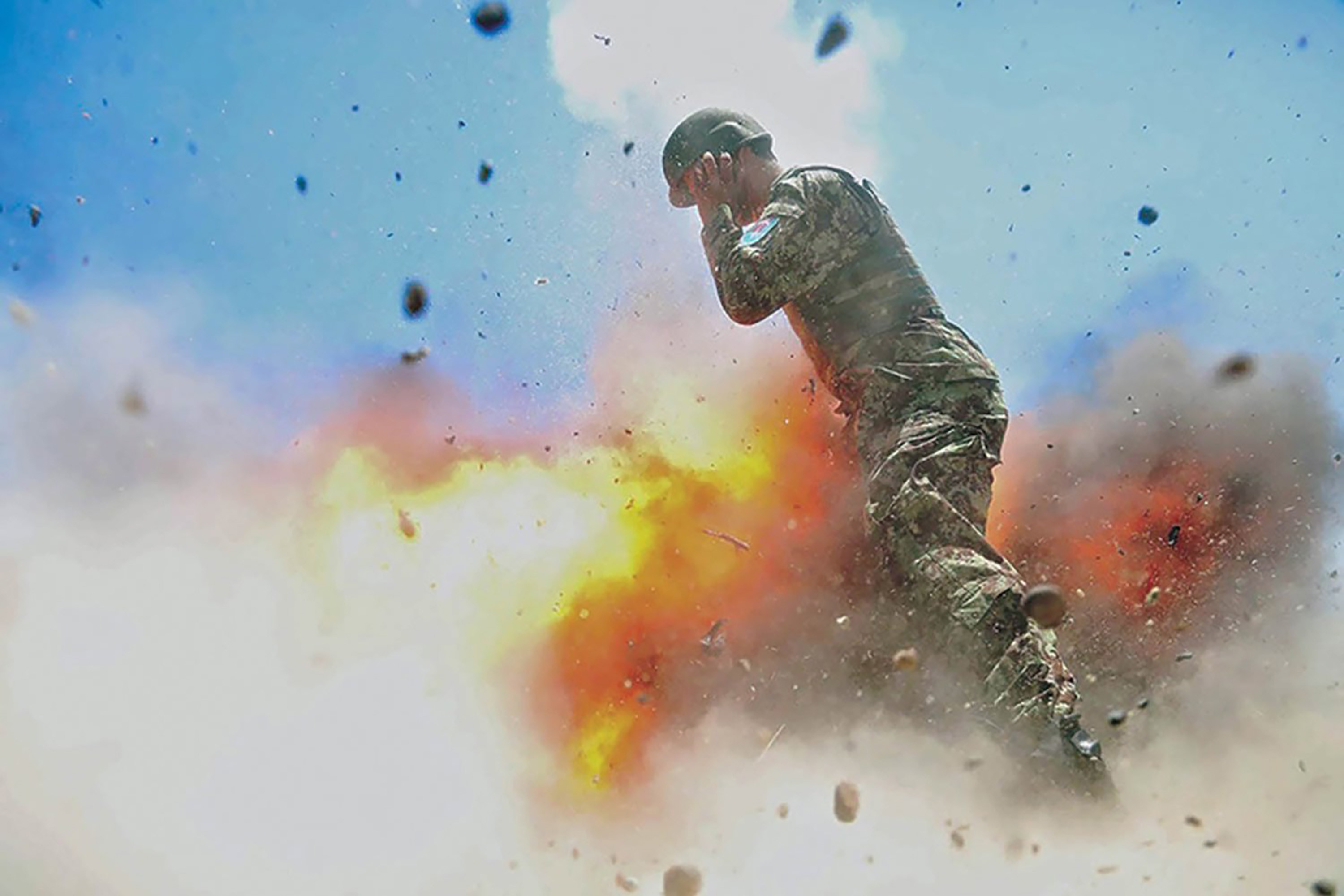
Hilda Claytonová: Výbuch minometu, který způsobil smrt jí a čtyřem dalším lidem

- 21. července – Thony Belizaire, 54, haitský novinářský fotograf (AFP), komplikace během respiračního onemocnění.[42]
- 28. července – Josef Heinrich Darchinger, 87, německý novinářský fotograf.[43]
- 4. srpna – Igor Grossmann, slovenský lékárník a fotograf, věnoval se reklamní, módní a průmyslové fotografii, tvořil portréty spisovatelů a hudebníků, fotografické cykly z cest (* 3. listopadu 1924)
- 5. srpna – Sussie Ahlburg, 50, švédská fotografka (Vogue).[44]
- 5. srpna – Robert Häusser, 88, německý fotograf.[45]
- 11. srpna – Đinh Đăng Định, 93, vietnamský fotograf.
- 12. srpna – Robert Trotter, 83, skotský herec (Take the High Road), ředitel a fotograf.[46]
- 15. srpna – Robert R. Taylor, 73, kanadský fotograf divokých zvířat, rakovina.[47]
- 26. srpna – Jeff Coady, 62, americký fotograf jezdců na koních, rakovina.[48]
- 3. září – Lewis Morley, 88, anglický fotograf (Christine Keeler, Joe Orton).[49]
- 7. září – Ján Motulko, slovenský intelektuál, básník, prozaik, překladatel, redaktor, žurnalista a fotograf (* 12. ledna 1920)
- 9. září – Stanisław Bala, polský kameraman, dokumentarista, voják, účastník Varšavského povstání (10. listopadu 1922)
- 9. září – Gunnar Høst Sjøwall, 77, norský fotograf.[50]
- 23. září – Harry Goodwin, 89, britský fotograf.[51]
- 26. září – Denis Brodeur, 82, kanadský hokejista (bronz na OH 1956) a fotograf.[52]
- 27. září – Koloman Leššo, slovenský výtvarník (ilustrátor, grafik, karikaturista, malíř, keramik, kreslíř), animátor, scénograf, scenárista, spisovatel, fotograf a (vzděláním) architekt (* 3. listopadu 1942)
- 2. října – Bill Eppridge, 75, americký fotograf (magazín Life).[53]
- 14. října – Toni Catany, 71, španělský fotograf, srdeční příhoda.[54]
- 24. října – Deborah Turbeville, 81, americký módní fotograf, rakovina.[55]
- 26. října – Ron Davies, 91, velšský fotograf.[56]
- 1. listopadu – Editta Sherman, 101, americká fotografka, dlouholetá rezidentka Carnegie Hall.[57]
- 7. listopadu – Jack Mitchell, 88, americký fotograf a spisovatel.[58]
- 17. listopadu – Cor Jaring, holandský fotograf a konceptuální umělec (* 18. prosince 1936)
- 26. listopadu – Saul Leiter, 89, americký fotograf a malíř.[59]
- 5. prosince – Monte Fresco, 77, britský sportovní fotograf.[60]
- 5. prosince – David Vestal, 89, americký fotograf, spisovatel a lektor.[61]
- 11. prosince – Kate Barry, 46, britský fotograf, pád.[62]
- 5. prosince – Fred Bruemmer, 84, kanadský fotograf přírody.[63]
- 25. prosince – Aftab Ahmed, asi 79, bangladéšský fotograf, uškrcení.[64]
- 30. prosince – John Dominis, 92, americký fotožurnalista, srdeční příhoda.[65]
- ? – František Veselý, český lékař–neurolog a fotograf (* 8. listopadu 1925 – 12. února 2013)